# Borgo Velino
Borgo Velino és un comune (municipi) de la província de Rieti, a la regió italiana del Laci, situat a uns 70 km al nord-est de Roma i a uns 15 km a l'est de Rieti. A 1 de gener de 2019 la seva població era de 945 habitants.

## Geografia
Borgo Velino limita amb els següents municipis: Antrodoco, Castel Sant'Angelo, Cittaducale, Fiamignano, Micigliano i Petrella Salto.

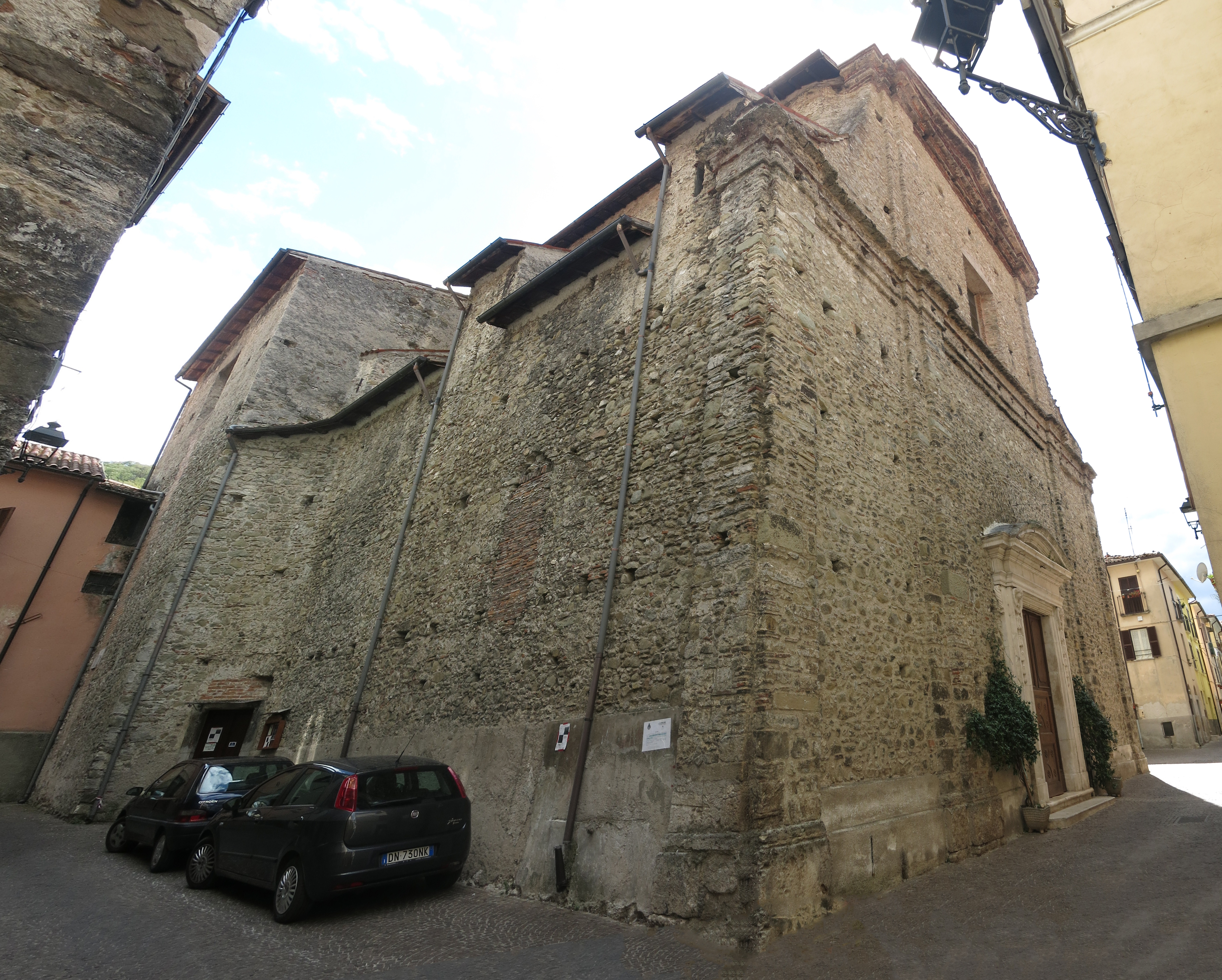
Església de Sant Mateu
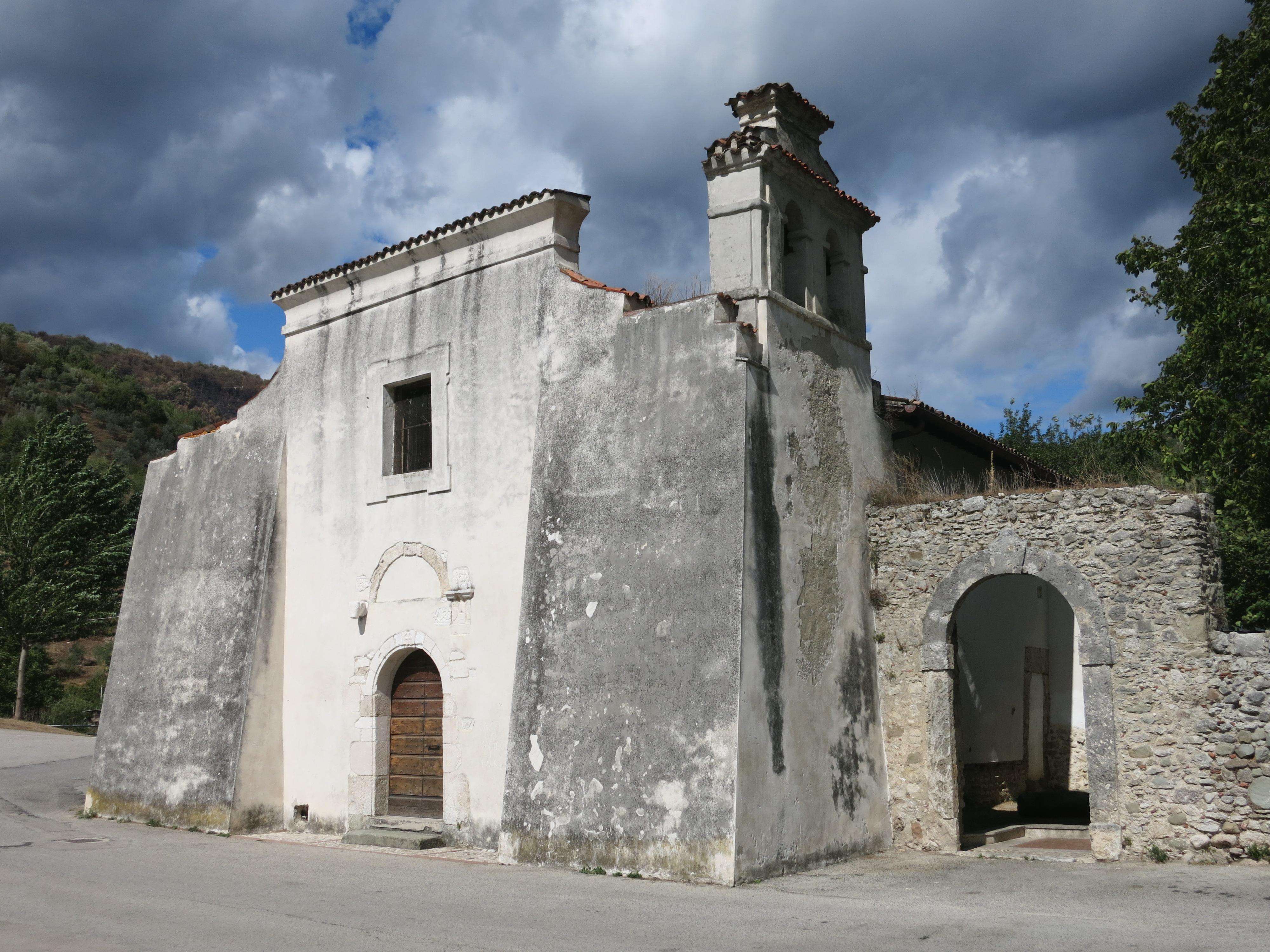
Església de Sant Dionís, Rústic i Eleuteri